# مرتضى كرماني مقدم
مرتضى كرماني مقدم (مواليد 11 يوليو 1965 في طهران، إيران) هو لاعب كرة قدم إيراني دولي سابق. هو حاليا مساعد مدرب نادي بيكان. لقبه بيبيتو الإيراني.

## الإنجازات

### الأندية
- برسبوليس
  - كأس أبطال الكؤوس الآسيوية (1): 1990-91

### المنتخب
- منتخب إيران
  - دورة الألعاب الآسيوية (1): 1990

### الشخصية
- أفضل لاعب أجنبي في دوري نجوم قطر (1).